# Come Back Home
«Come Back Home» (en español Vuelve a Casa) es el primer sencillo del álbum Crush del grupo femenino de Corea del Sur 2NE1, lanzado originalmente el 27 de febrero de 2014 y que debutó en el número uno en los Estados Unidos en las listas musicales de iTunes.

## Letras, producción y composición
El tema está compuesto y escrito por Teddy y producido por Teddy, Choi Pil Kang y Dee.P. La canción tiene influencias del pop entre una mezcla rítmica del electropop con influencias del R&B y el Hip Hop.

## Video musical
El vídeo musical es el vídeo con el presupuesto más caro que han tenido el grupo, ya que incluye gráficos y efectos por ordenador entre otras escenas con efectos. El vídeo musical iba a ser publicado el 28 de febrero pero por un fallo de los operarios que llevan a cabo el manejo de los vídeos musicales ha trabajado lo posible para tener el vídeo a punto. Finalmente el vídeo fue publicado el 3 de marzo de 2014 en la cuenta oficial del grupo alcanzado las 100 000 000 de visitas de momento.

## Historial de lanzamiento
- Corea del Sur 27 de febrero de 2014 / Mundialmente

- Datos: Q18159940